# Abracadabra (film 2017)
Abracadabra è un film del 2017 diretto da Pablo Berger. 
La pellicola, di produzione spagnola, è stata presentata nella Sezione ufficiale al Festa del Cinema di Roma del 2017.

## Trama
La casalinga Carmen vive nella periferia di Madrid con suo marito, tifoso del Real Madrid, e la figlia adolescente. Una domenica, proprio il giorno in cui gioca la squadra del cuore di Carlos, la famiglia partecipa ad un banchetto di matrimonio. Durante il banchetto il cugino di Carmen, Pepe, improvvisa per i partecipanti un numero di ipnotismo. Pepe ipnotizza Carlos che, facendo finta di cadere addormentato, si prende gioco di lui davanti a tutti gli invitati.
Nei giorni seguenti, però, Carlos incomincia ad essere strano e molto diverso da prima: non è più interessato come prima al calcio, aiuta la moglie nelle faccende domestiche e la figlia con i compiti a scuola. Pepe allora svela a Carmen che probabilmente il marito è posseduto da uno spirito che, a seguito dell’ipnosi ricevuta da Carlos, si è impossessato del suo corpo. I due quindi si recano dal dottor Fumetti, l’insegnante di ipnosi di Pepe. Proprio lui svela a Carmen che il corpo del marito è in realtà abitato dallo spirito di un giovane ballerino, Tito, amante del ballo e schizofrenico che anni prima aveva ucciso la madre per poi suicidarsi. 
Pepe e Carmen cercano invano di liberarsi dell’intruso che sta possedendo il corpo e la mente di Carlos. Si incontrano nel luogo dove ha avuto inizio la storia e Tito e Carmen vengono ipnotizzati da Pepe. Carmen si ritrova così nella mente di Carlos con anche Tito e scopre che nessuno dei due uomini va bene per lei.

## Riconoscimenti
- 2018 - Premio Goya
  - Candidatura per il Miglior attore protagonista ad Antonio de la Torre
  - Candidatura per la Miglior attrice protagonista a Maribel Verdú
  - Candidatura per il Miglior attore non protagonista a José Mota
  - Candidatura per la Miglior sceneggiatura originale a Pablo Berger
  - Candidatura per il Miglior montaggio a David Gallart
  - Candidatura per la Miglior scenografia ad Alain Bainée
  - Candidatura per i Migliori costumi a Paco Delgado
  - Candidatura per il Miglior trucco e/o acconciatura a Sylvie Imbert e Paco Rodríguez